# Mesoclanis optanda
Mesoclanis optanda är en tvåvingeart som beskrevs av Munro 1950. Mesoclanis optanda ingår i släktet Mesoclanis och familjen borrflugor. Inga underarter finns listade i Catalogue of Life.